# Artas (Dakota del Sud)
Artas és una població dels Estats Units a l'estat de Dakota del Sud. Segons el cens del 2000 tenia 13 habitants.

## Història
Artas va ser construït el 1901 quan una nova branca del ferrocarril St. Paul i Sault Ste. Marie es va estendre des de Dakota del Nord fins a aquest punt. Artas és un nom derivat del grec, que significa "pa", la població està situada al cinturó del blat. L'any 1901 es va establir una oficina de correus a Artas.

## Demografia
Segons el cens del 2000, Artas tenia 13 habitants, 10 habitatges, i 3 famílies. La densitat de població era de 45,6 habitants per km².
Dels 10 habitatges en un 10% hi vivien nens de menys de 18 anys, en un 20% hi vivien parelles casades, en un 10% dones solteres, i en un 70% no eren unitats familiars. En el 70% dels habitatges hi vivien persones soles el 50% de les quals corresponia a persones de 65 anys o més que vivien soles. El nombre mitjà de persones vivint en cada habitatge era d'1,3 i el nombre mitjà de persones que vivien en cada família era de 2.
Per edats la població es repartia de la següent manera: un 7,7% tenia menys de 18 anys, un 0% entre 18 i 24, un 30,8% entre 25 i 44, un 23,1% de 45 a 60 i un 38,5% 65 anys o més.
L'edat mediana era de 58 anys. Per cada 100 dones de 18 o més anys hi havia 71,4 homes.
La renda mediana per habitatge era de 3.750 $ i la renda mediana per família de 0 $. Els homes tenien una renda mediana de 0 $ mentre que les dones 0 $. La renda per capita de la població era de 7.057 $. Cap de les famílies i el 71,4% de la població estaven per davall del llindar de pobresa.

## Poblacions properes
El següent diagrama mostra les poblacions més properes.